# 株式相場
株式相場 （かぶしきそうば）は、狭義には株式市場で形成された株価を指し、広くは株式市場や株式投資を指す意味においても使われる。

## 概要
上場株式は普通、株式市場を通し売買される。株価は市場における株式の需給関係により形成され、買い注文と売り注文が出会ったものが株価として記録される。株式市場は東京証券取引所、大阪証券取引所、名古屋証券取引所の三市場があり、他に地方証券取引所である福岡証券取引所ならびに札幌証券取引所がある。かつては、新潟、京都、神戸、広島にもあったが廃止された。

## 格言
相場は群集心理により過剰に動くため、このブレにより大きな利益を出したり、逆に損失を出したりする。株式市場には、米相場の時代より多くの相場格言が言い伝えられている。
- 人の行く裏に道あり花の山

もっともよく使われる格言で、千利休の句とも伝わる。人が群がる道を避けて、裏道を行けば花の山があるという意味で、常に市場では大きな下落場面で買って、人気が出て出来高が増え株価が高騰した時に売り抜けよ、と言われる。
- 見切り千両

株価が想定を下回って逆方向に動いた際には、そのまま持ち続けることでさらに大きな損失を被ることが多く、思い切って反対売買をした方がよいとする格言。
- 相場は相場に聞け

相場の動きは決して自分の思い通りになるものではない。我を通さず相場の動きに耳を傾け謙虚になれという格言。
- 当たり屋につけ

自分であれこれ思い迷うよりは、当たり屋にチョウチンを点けた方がよいとする考え。「人の行く裏に道あり花の山」とは逆であり、相場が単純ではないことを表している。正反対の格言に｢曲がり屋に向かえ｣がある。
- 買いたい弱気売りたい強気

買いたいときには弱気になって買えない、売りたいときには強気になって売れないという、希望的観測を戒める格言。｢高値おぼえ 安値おぼえ｣もほぼ同じ。ウォール街には「相場に過去はない」という格言もある。
- 相場の器用貧乏

小手先の売買では目先の小さな利益しか得られない。大きな利益を売るためには、目先ではなく大きく構えての長期的視野が必要という意味。相場の器用貧乏を戒める格言としてさらに｢名人になるより素人らしく｣、｢早耳の早耳だおれ｣、｢目先観で相場を張るな｣、｢名人は相場の怖さを知る｣などがあり、ウオール街にも｢筋の耳うちは信用するな｣、｢必ずしも市場にいる必要はない｣という格言がある。
- 遠くのものは避けよ

自分がなじみがない会社の株よりは、普段日常的に接している親近感がある株式を選べという意味。すなわち、投資のヒントは身近に転がっていることのたとえ。もう一つの意味は、株式市場に出回る情報（材料）には、出所が確かでない情報が多く、確かめるすべもない。そういう情報に振り回されるなの意味で、類似の格言に｢虫の好かぬ株は買うな｣がある。
- 備えあれば迷いなし

株式相場で最も重要なことは、売買に対して確固たる自信と決断である、少しの迷いもあってはいけない。ギリギリの資金で相場を張っていると、切羽詰まった感情にとらわれ、適切な措置が取れなくなることを戒めた格言。